# Saucisse allemande

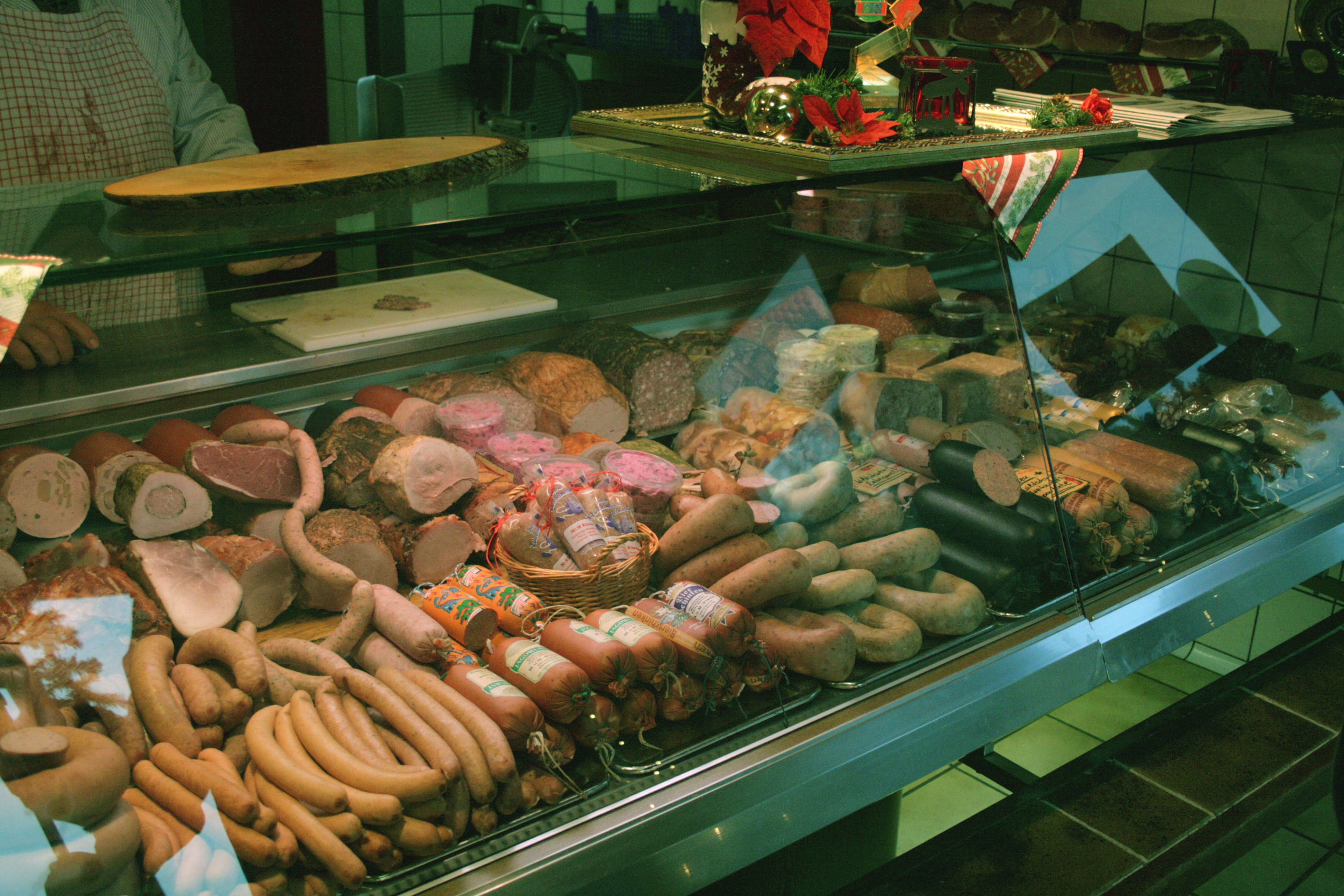
Un étal de charcuterie en Allemagne.

La saucisse (Wurst en allemand, au pluriel : Würste) est une grande spécialité de la cuisine allemande. La légende dit que ce sont les Allemands qui ont appris aux peuples germains à fabriquer la saucisse[réf. nécessaire]. Il est certain qu'on en fabrique en Allemagne depuis le Moyen Âge et on en compte aujourd'hui plus de 1 500 sortes.
Les saucisses de Nuremberg, celles à base de sang ou de foie comme la célèbre Leberwurst de la région de Cassel, la Weißwurst de Munich à base de veau et qu'il faut faire bouillir, les saucisses de Thuringe, de Francfort, la Rindswurst et la célèbre currywurst berlinoise, qui font toutes le régal des Allemands et leur fierté nationale. De nombreux restaurants locaux et typiques proposent d'ailleurs des menus uniquement à base de saucisses.

## Crue, bouillie ou cuite
Les Allemands classent les Würste en trois grands types selon le procédé de fabrication et de cuisson :  
- les Rohwürste, saucisses « crues », incluant aussi bien des produits qui devront obligatoirement être cuits avant consommation (type chipolatas) que des produits séchés (tels que saucisson sec, salami) ou fumés (saucisse fumée) ;
- les Brühwürste (de), saucisses « bouillies », qui malgré leur nom, sont des produits cuits mais pas nécessairement cuits dans l'eau (ni mis en boyau). Cette catégorie regroupe aussi bien les saucisses de Francfort que le cervelas, la saucisse blanche (Weißwurst), les Pfälzer Bauernseufzer du Haut-Palatinat, ou le pain de viande (Leberkäse) ;
- les Kochwürste (de), saucisses « cuites », qui sont des saucisses (ou autres préparations charcutières mises en boîtes ou en bocaux) dont au moins une partie des ingrédients a subi une pré-cuisson avant embossage (ou remplissage), dont la cohésion est assurée par de la graisse figée, du sang ou de la gelée et qui se désagrègent plus ou moins si elles sont chauffées (au contraire des Brühwürste). On trouve dans cette catégorie les Blutwürste (tout type de boudins noirs) et les Leberwürste (saucisses de foie).

## Diverses saucisses

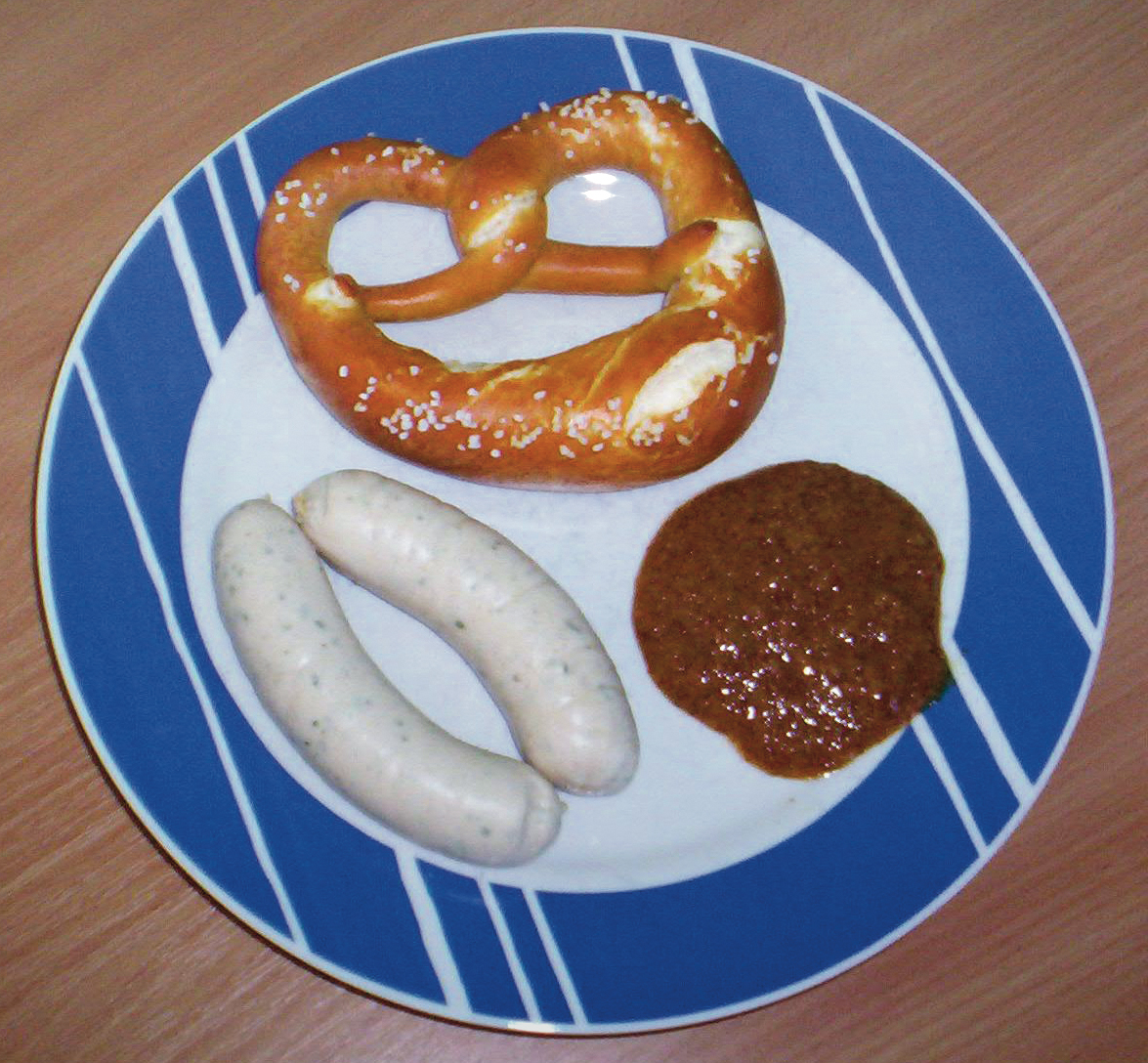
Weißwurst avec moutarde et bretzel servis au second petit déjeuner.

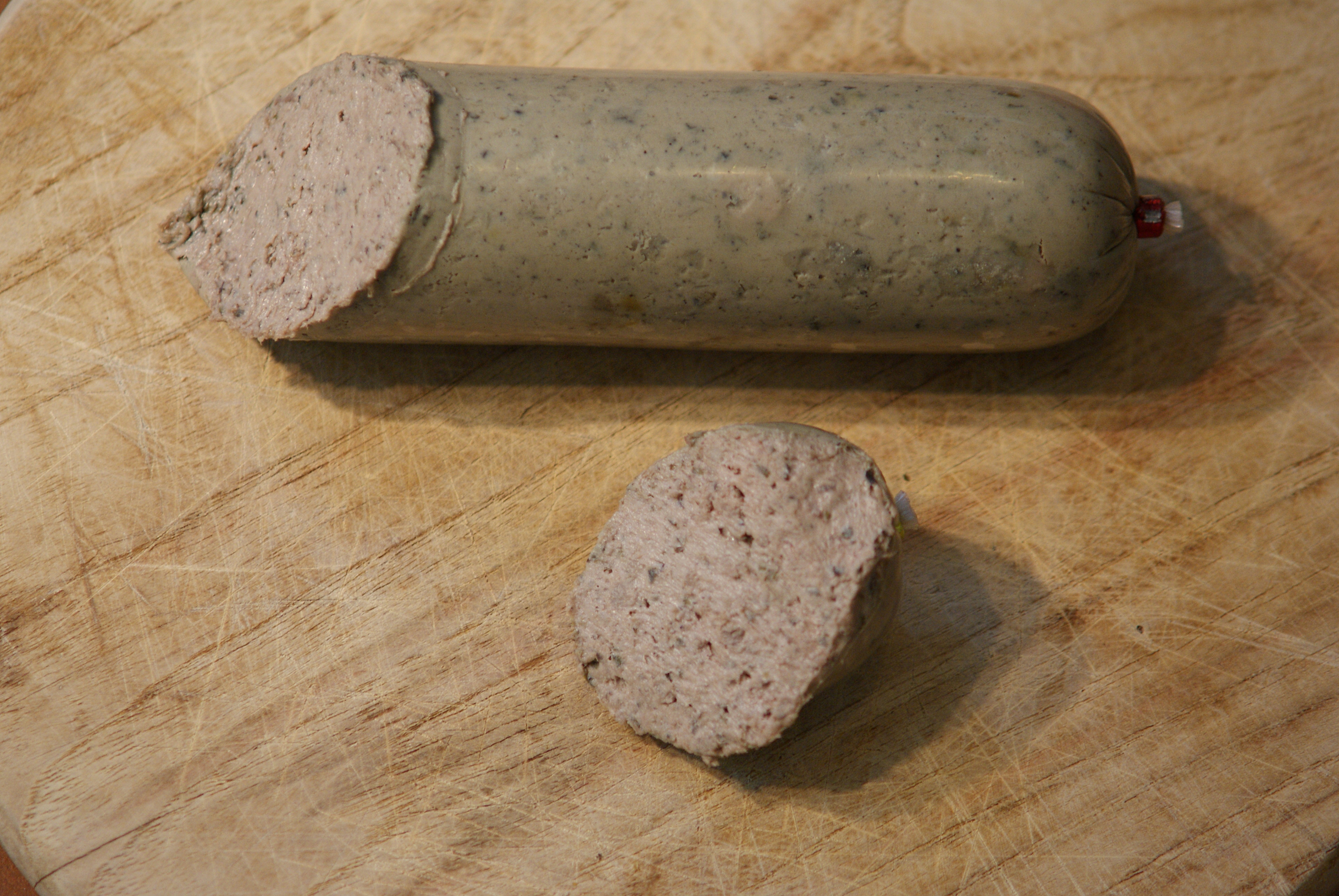
Leberwurst, saucisse à base de foie.

À Munich, la Weißwurst est mangée comme second petit déjeuner avec un petit pain uniquement et de la moutarde douce, accompagnée d’une chope de bière ou de Weissbier. Fabriquée de bon matin, la tradition veut qu'elle soit dégustée avant midi dans les marchés et les auberges munichoises. La Bauernwurst possède un gout un peu relevé grâce aux graines de moutarde et à la marjolaine.
La saucisse de Francfort est, elle, fabriquée à base de chair de bœuf et de porc à laquelle des épices sont ajoutées. Elle est ensuite fumée et cuite. À Francfort, elle est servie avec une sauce verte composée de six fines herbes (la grüne Sosse), recette déjà appréciée par Goethe. Les Allemands qui ont émigré en grand nombre au XIXe siècle l'ont emportée avec eux à travers le monde. Elle donne ainsi naissance au hot-dog américain.
Un grand nombre de saucisses sont présentées coupées en tranches, en pâté ou fumées. La saucisse peut être confectionnée à base de différentes viandes. Les saucisses dégustées froides ont pour noms mortadella, salami ou des mots se terminant par wurst : Jagd-, Mett-, Grütz-, Meng-, Tee-, Plock-, Rot-, Lungen-. Beaucoup d’entre elles sont encore fabriquées à la main par de petites entreprises. Le secret de certaines saucisses est bien gardé dans certaines régions.
En 2006, le musée allemand de la saucisse a ouvert ses portes à Holzhausen, près d'Erfurt, capitale régionale de la Thuringe. Son objectif est de faire connaître la saucisse grillée de Thuringe. Les visiteurs peuvent admirer des documents originaux sur la Thüringer Bratwurst, des hachoirs et autres ustensiles servant à sa fabrication. La découverte en l'an 2000 du plus vieux document officiel attestant l'existence de la Bratwurst de Thuringe est à l'origine de cette idée de musée. Le document est une facture datant de 1404 que Thomas Mäuer a retrouvé à Arnstadt, ville voisine de Holzhausen.

### LaCurrywurst

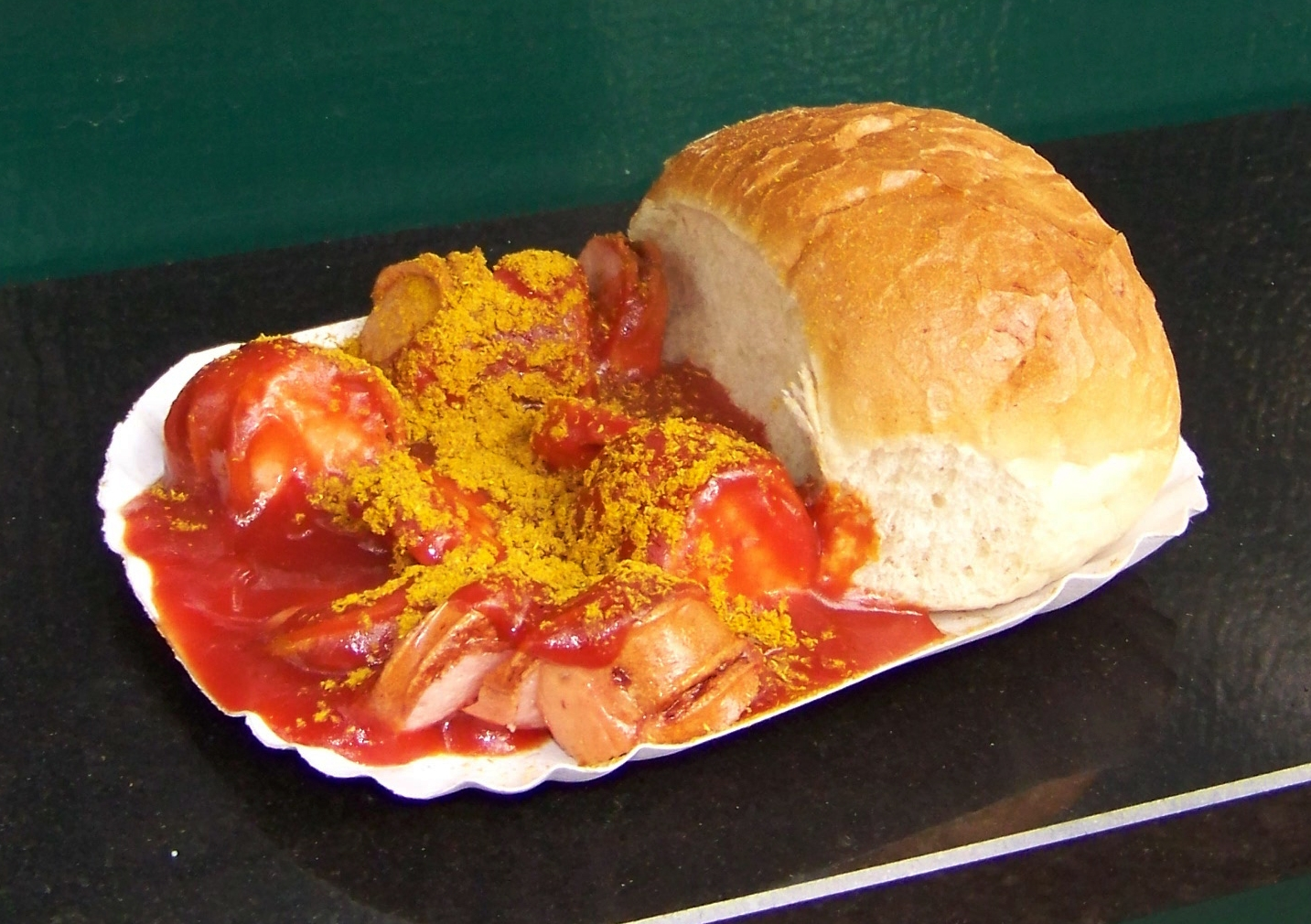
Currywurst servie à Berlin.

La Currywurst est une saucisse grillée, coupée en rondelles, nappée de ketchup et saupoudrée de poudre de curry, que l'on vend en casse-croûte, un peu partout à Berlin. Une petite anecdote : lorsque les politiciens veulent se rendre populaires, ils s’arrêtent à un stand vendant de la saucisse au curry. À Berlin, il se vend près de 70 millions de saucisses grillées ou bouillies par an, servies avec du ketchup ou du curry. Le chanteur Herbert Grönemeyer lui a consacré une chanson. L'auteur Uwe Timm a écrit un roman La Découverte de la saucisse au curry où il attribue l'invention de la saucisse à un mélange accidentel de ketchup et de curry, survenu dans le Hambourg de l'après-guerre à une certaine Lena Brücker. Ambassadrice berlinoise du pop art multicolore, l’artiste Anja Boje a rendu hommage, dans ses dernières œuvres, à la Currywurst, cette saucisse grillée rehaussée de ketchup et de curry devenue le « symbole gastronomique de Berlin ». En 2009, le premier musée allemand dédié à la Currywurst a ouvert ses portes à Berlin (Deutsches Currywurst-Museum). Financé par des investisseurs privés, il présente l'histoire de cette spécialité née au lendemain de la Seconde Guerre mondiale, ainsi que des aspects nutritionnels et des détails de fabrication. Le musée soutient la thèse que la Currywurst a été conçue à Berlin en septembre 1949 par Herta Heuwer qui aurait emporté le secret du savant mélange épicé dans sa tombe.
La Currywurst peut se manger sur le pouce, comme elle a été imaginée à l'origine. On la trouvera ainsi dans divers snacks et stands de restauration rapide. Cette saucisse a aussi été revisitée dans sa présentation et est parfois proposée dans des grands restaurants typiques de la cuisine allemande, comme les Hofbräuhaus.